# Auranofina
Auranofina é um fármaco classificado pela Organização Mundial de Saúde (OMS) como um agente antirreumático.